# Fiat Freemont
Fiat Freemont – samochód osobowy typu crossover klasy wyższej produkowany pod włoską marką FIAT w latach 2011–2015.

## Historia i opis modelu

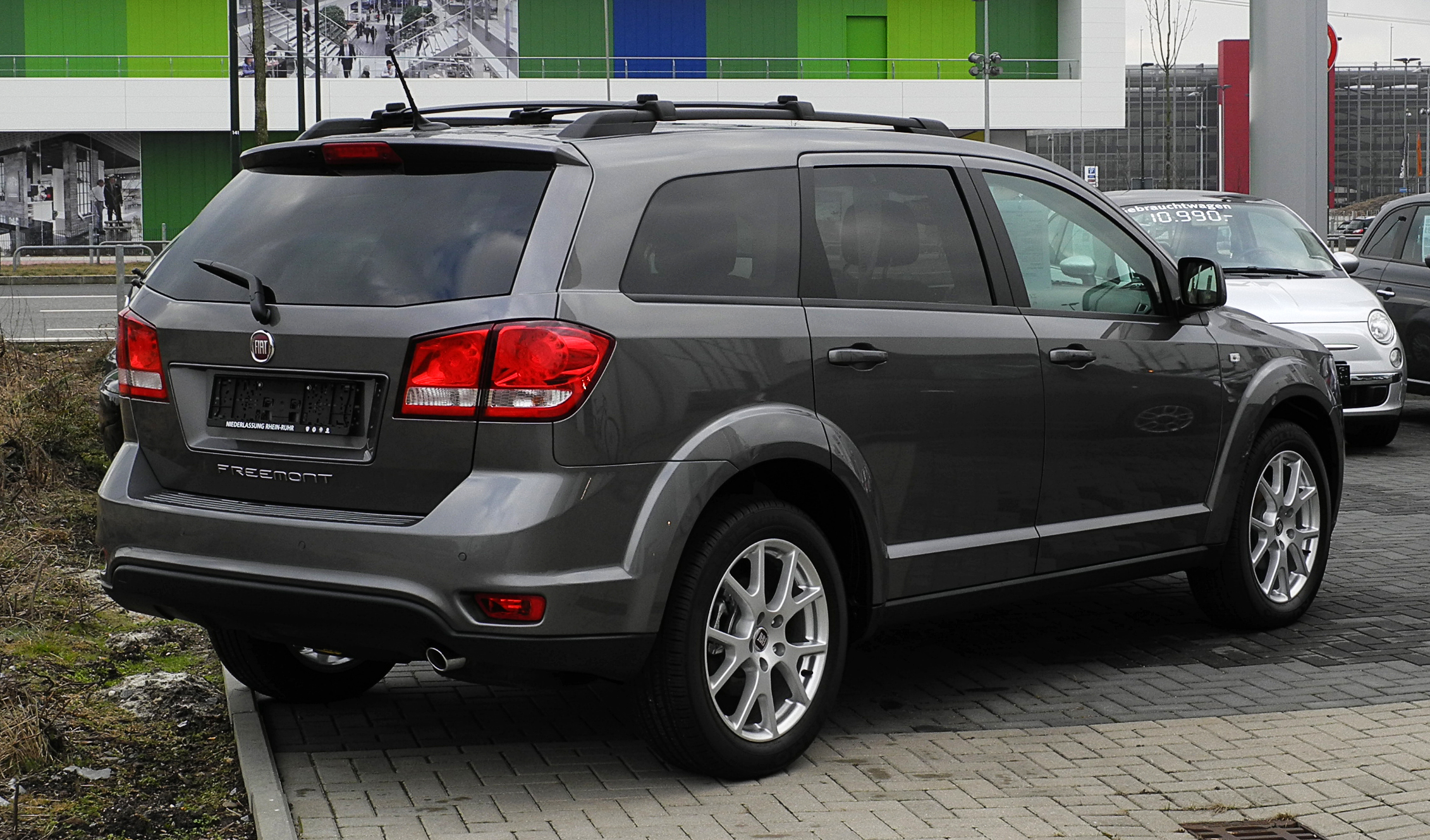
Fiat Freemont – tył

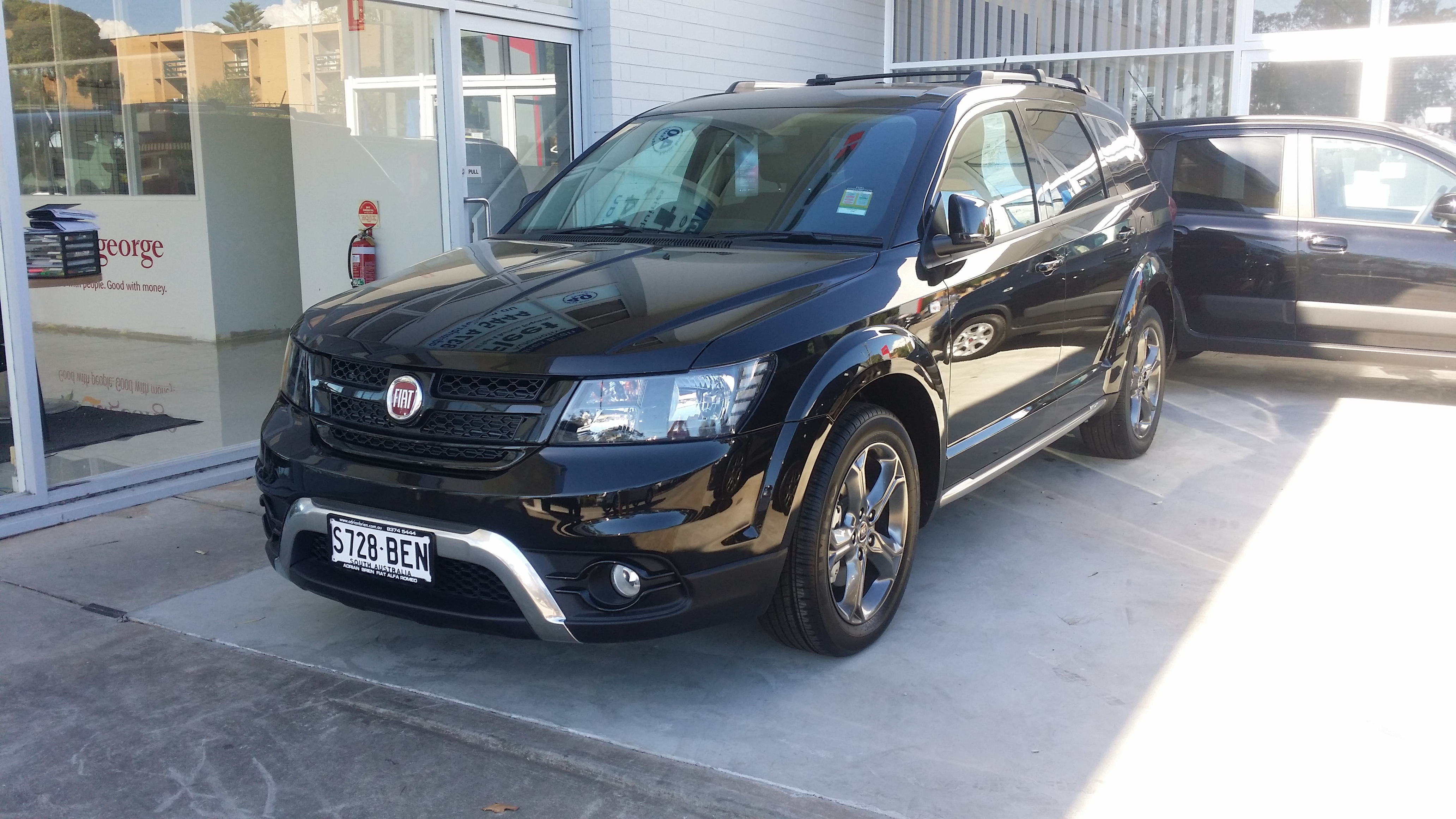
Fiat Freemont Cross

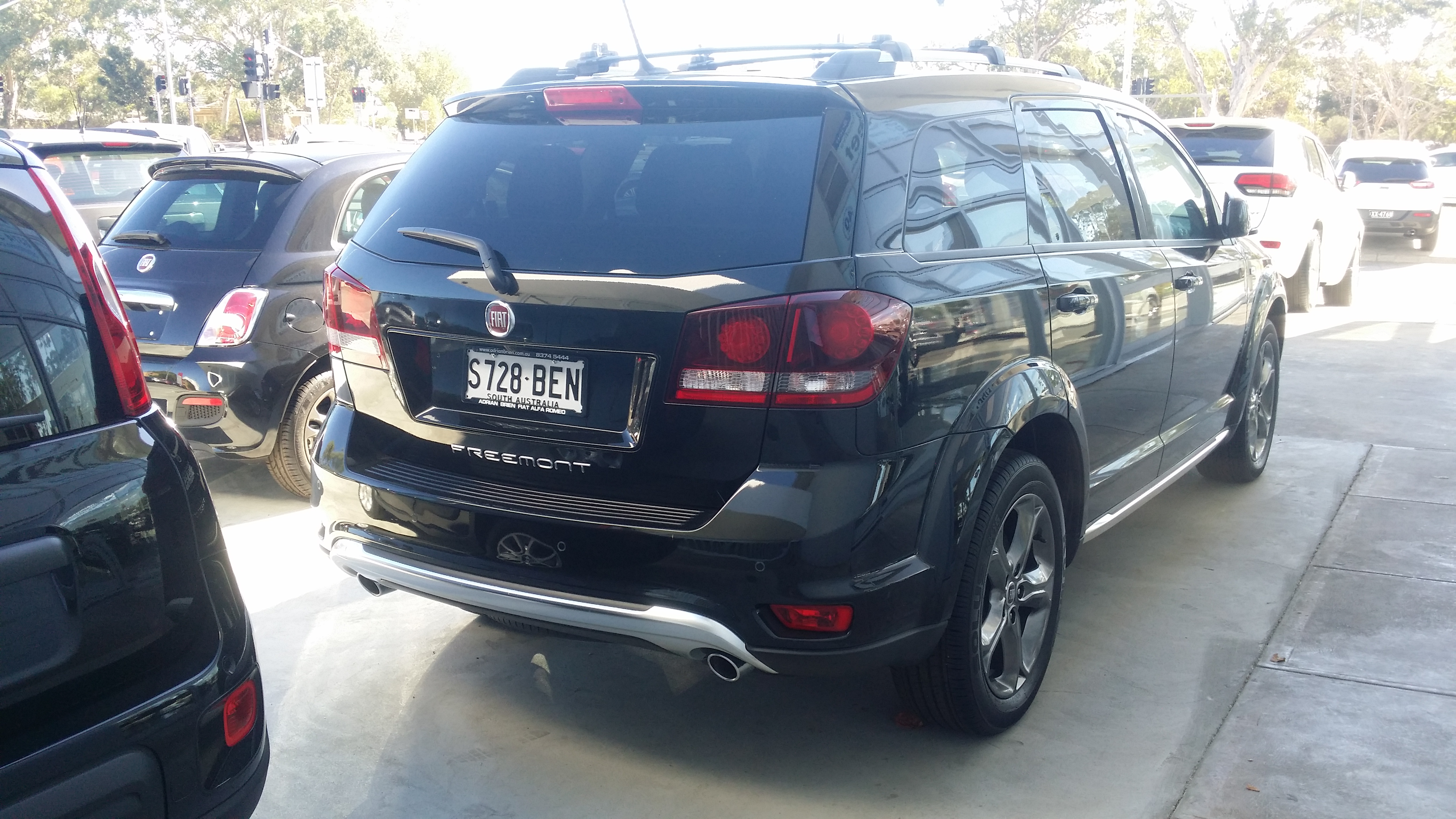
Fiat Freemont Cross – tył

Samochód został po raz pierwszy oficjalnie zaprezentowany podczas targów motoryzacyjnych w Genewie w marcu 2011 roku, inaugurując nową politykę modelową ówczesnego koncernu Fiat Chrysler Automobiles. Poza wycofaniem z rynku europejskiego marki Chrysler i włączeniem jego oferty w strukturę Lancii, podobnym działaniem objęto również Dodge'a, przez co model Journey po modernizacji przemianowano na Fiata, nadając mu nazwę Freemont.
W stosunku do pierwowzoru pojazd wyróżnia się zmienioną atrapą chłodnicy z podwójną poprzeczką, lekko zmodyfikowanymi zderzakami oraz lampami tylnymi wykonanymi w technologii LED. Ponadto, pojazd przyozdobiono okrągłymi logotypami Fiata w miejsce oznaczeń Dodge.
Początkowo samochód występował wyłącznie z napędem na przednie koła i silnikiem 2.0 MultiJet w dwóch wariantach mocy, jednak z czasem zadebiutowały również motory benzynowe, oraz wersje z napędem na cztery koła.
Pojazd posiada wewnątrz ponad 20 schowków, które według producenta mają mieć przestrzeń podobną do bagażnika auta miejskiego. W ich skład wchodzi m.in. schowek pod siedzeniem pasażera z przodu i dwa schowki pod dywanikami w drugim rzędzie siedzeń. Producent również chwalił się ogromną przestronnością i możliwościami konfiguracji wnętrza. Łącznie możemy uzyskać ponad 30 różnych konfiguracji. Każdy fotel składany jest niezależnie, a fotele 3 rzędu chowają się w podłodze. Podkreślono również wysoką pozycję za kierownicą i umieszczenie siedzeń drugiego i trzeciego rzędu w układzie amfiteatralnym.
Mechanicznie nietypowy Fiat miewa problemy z układem hamulcowym, który nie wytrzymuje obciążenia kompletem pasażerów. Praca zawieszenia również pozostaje kwestią sporną – dające się słyszeć stuki są podobno wadą fabryczną.

### Freemont Black Code
We wrześniu 2013 roku ofertę wariantów Fiata Freemont poszerzył pierwszy wariant specjalny. Wersję Black Code wyróżnia m.in. 19 calowe felgi aluminiowe lakierowane na czarno, czarne wykończenia przednich świateł, grilla i lusterek zewnętrznych, oraz wnętrze z czarnej skóry. Wersja Black Code występowała w pięciu kolorach nadwozia.

### Freemont Cross
Podczas targów motoryzacyjnych w Genewie w 2014 roku zaprezentowano uterenowioną wersję pojazdu, Freemont Cross. Pojazd otrzymał inaczej stylizowane zderzaki z chromowanymi wstawkami oraz pomalowaną na czarno atrapę chłodnicy i obudowę lamp przeciwmgielnych. Samochód wyróżniają także przyciemnione klosze przednich i tylnych reflektorów, relingi dachowe oraz 19-calowe alufelgi. Oprócz tego otrzymał on bogatsze wyposażenie seryjne obejmujące m.in. system multimedialny z 8,4-calowym ekranem z systemem nawigacji satelitarnej oraz kamerą cofania, radioodtwarzacz CD/DVD z gniazdem na karty pamięci SD, moduł Bluetooth oraz system audio firmy Alpine o mocy 368W, 6-głośnikami oraz subwooferem.

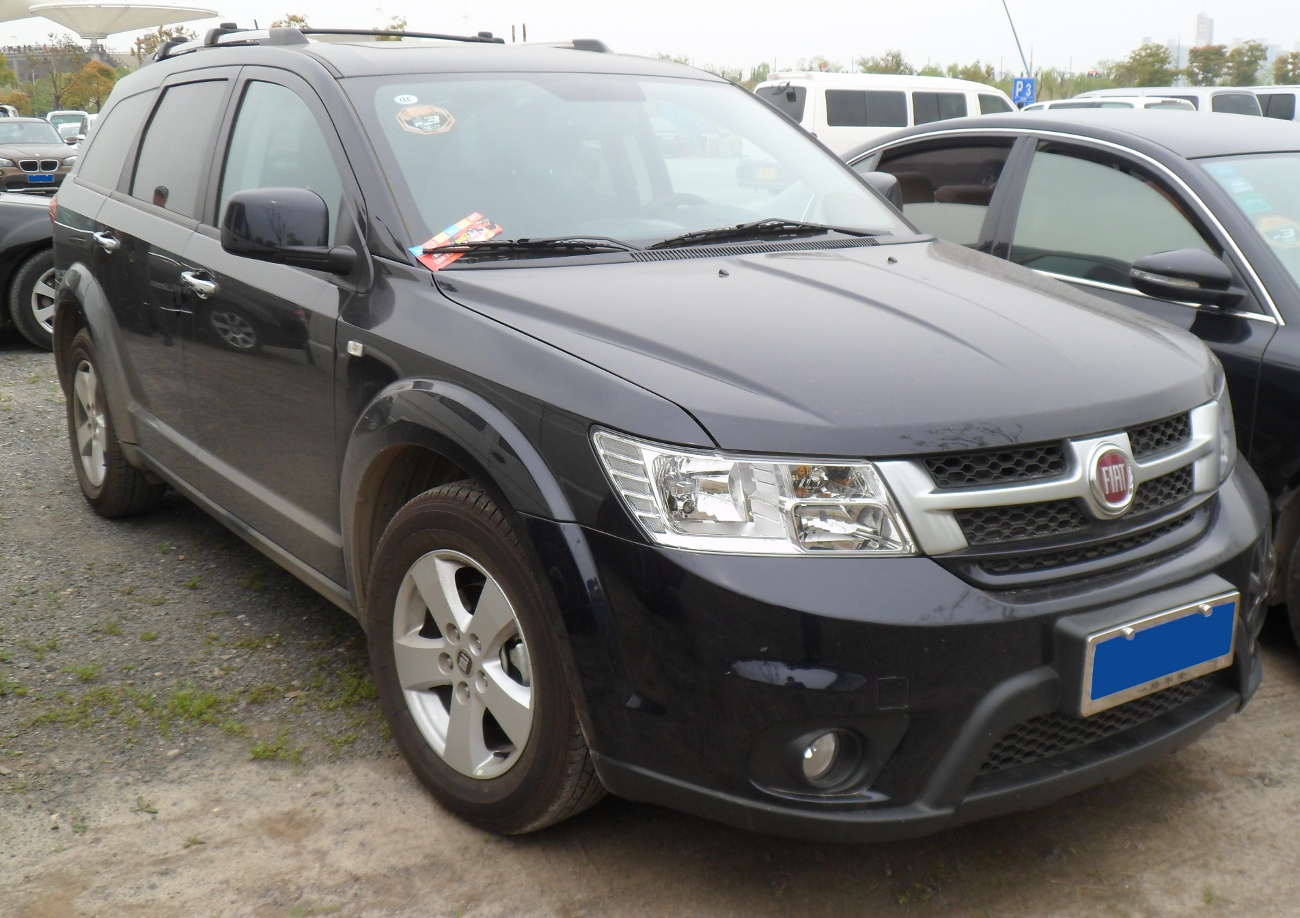
Fiat Freemont w Chinach

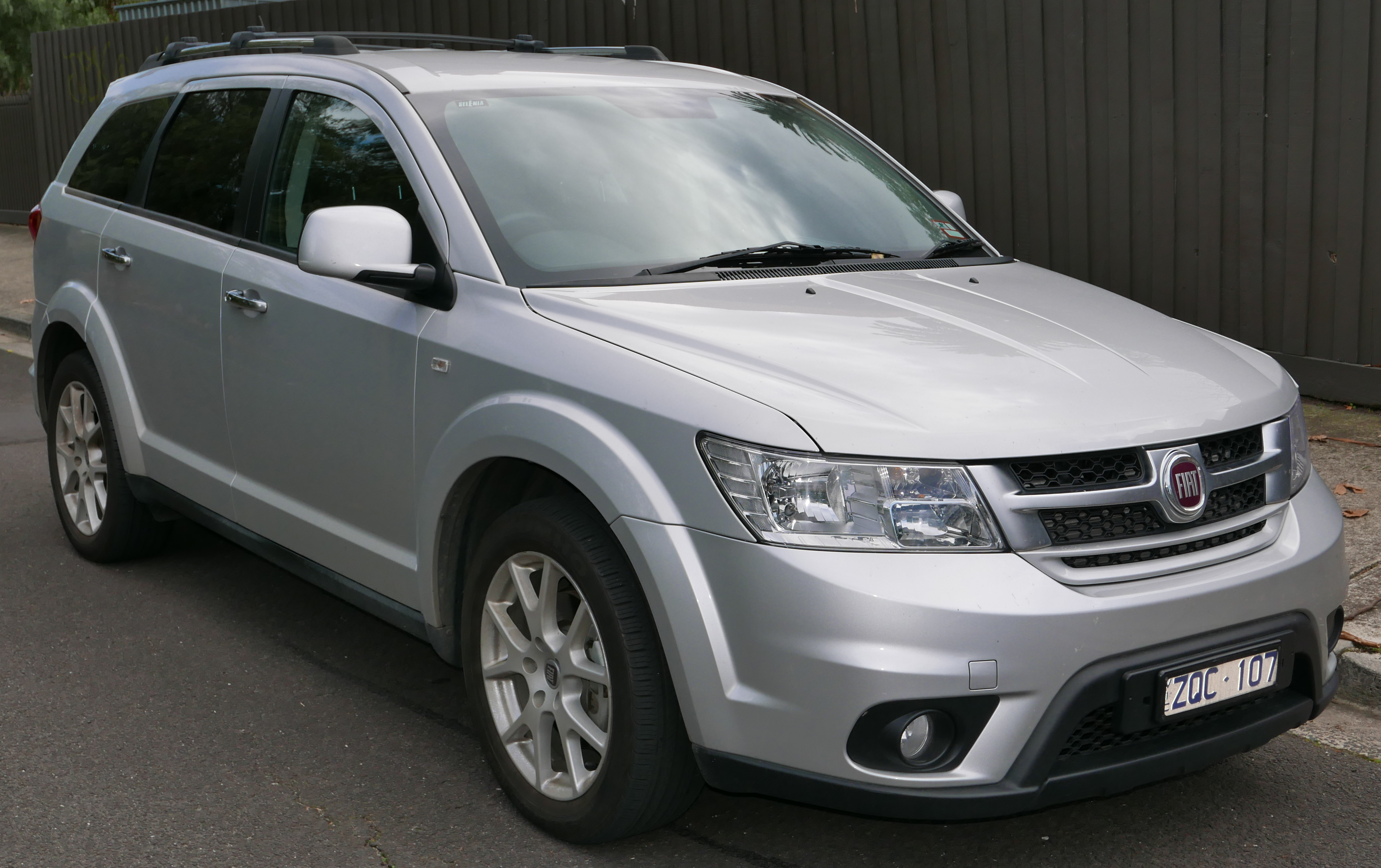
Fiat Freemont w Australii

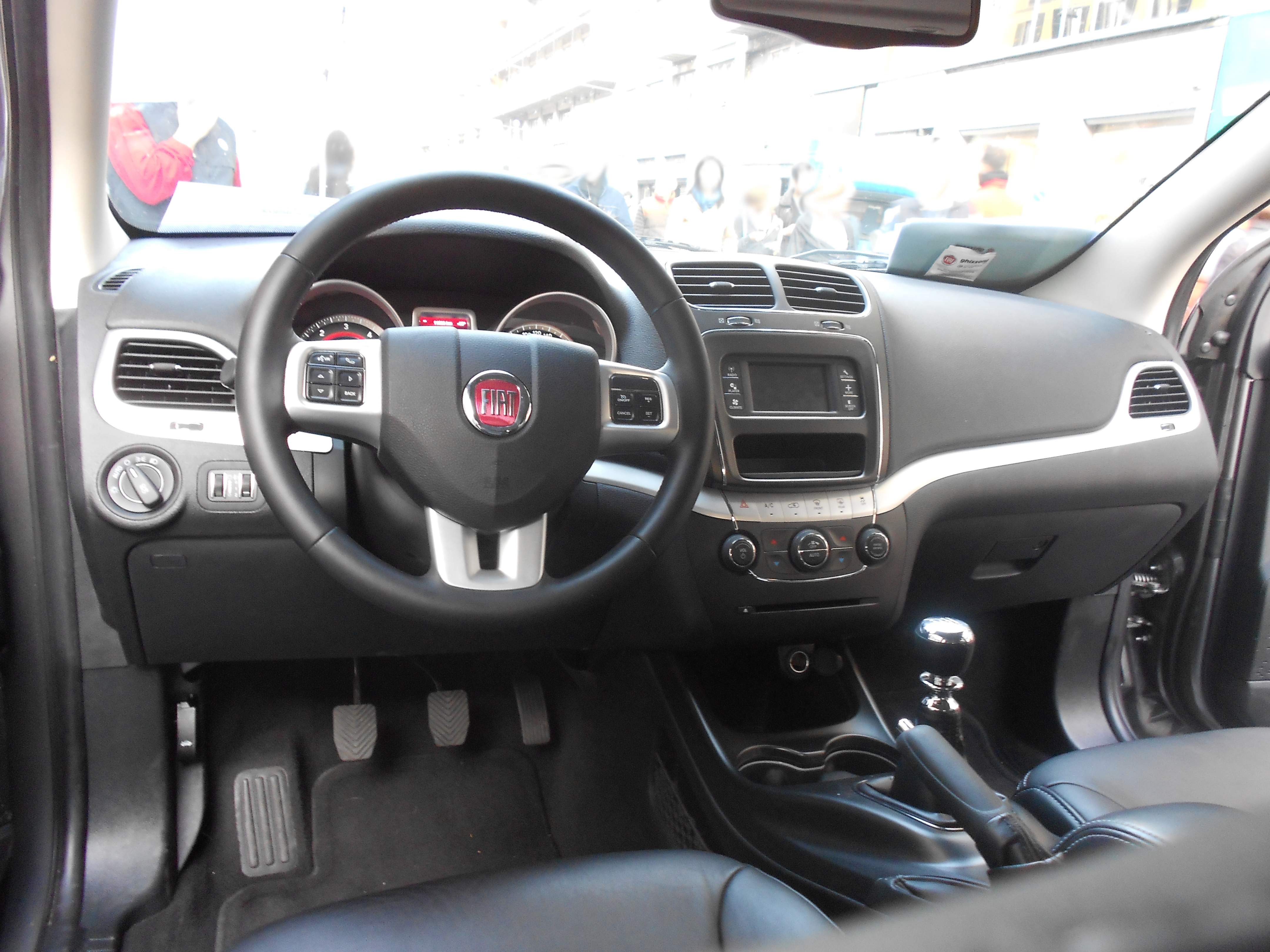
Kabina pasażerska

### Sprzedaż
Głównym rynkiem zbytu dla Fiata Freemonta była Europa, gdzie pojazd trafił do sprzedaży w salonach sprzedaży w lipcu 2011 roku w zastępstwie dla dotychczas oferowanego tu Dodge'a Journey. Ponadto, w 2012 roku pojazd wzbogacił także ofertę producenta w Chinach, w Australii i Nowej Zelandii, a także w Brazylii.
W przeciwieństwie do rynku europejskiego, w pozostałych regionach Fiat Freemont był oferowany równolegle z modelem Dodge Journey nie jako zastępstwo, a uzupełnienie oferty o tańszy model dostępny z rzędowymi silnikami.
Wraz z zakończeniem w salonach wyprzedaży rocznika 2015, producent podjął decyzję o wycofaniu ze sprzedaży Fiata Freemonta na rynkach globalnych. Jeszcze w 2016 roku polski importer marki wyprzedał ostatnie 86 egzemplarzy pojazdu, po czym samochód trwale zniknął z rynku bez następcy.
| Rok  | Sprzedaż w Polsce (szt.) |
| ---- | ------------------------ |
| 2011 | 112                      |
| 2012 | 324                      |
| 2013 | 491                      |
| 2014 | 600                      |
| 2015 | 447                      |
| 2016 | 86                       |

### Wersje wyposażenia
- Freemont
- Urban
- Lounge
- Cross – edycja specjalna
- Black Code – edycja specjalna
- Park Avenue – edycja specjalna[24]

Standardowe wyposażenie pojazdu obejmuje m.in. 8 poduszek powietrznych, system ABS, ESP oraz TCS, trójstrefową klimatyzację automatyczną, 17-calowe alufelgi, tempomat, system bezkluczykowy, elektryczne sterowanie szyb oraz elektryczne sterowane i podgrzewane lusterka zewnętrzne, światła przeciwmgielne, radio CD/MP3 z USB i AUX, Bluetooth, system wspomagania ruszania pod górę, oraz wielofunkcyjną kierownicę.
Wersja Urban dodatkowo wyposażona została w m.in. radio z CD/MP3/SD/DVD i Bluetooth z kolorowym ekranem dotykowym 8,4 cala, automatycznie włączane światła, lusterko elektrochromatyczne, kierownicę i gałkę zmiany biegów obszyte skórą, tylne czujniki parkowania, relingi dachowe, przyciemniane szyby, a także elektrycznie składane lusterka.
Topowa wersja Lounge dodatkowo została wyposażona w m.in. 19 calowe felgi aluminiowe w kolorze Satin Carbon, chromowane klamki zewnętrzne, oraz relingi dachowe, nawigację GPS, kamerę cofania, system audio firmy Alpine o mocy 368W, 6-głośnikami oraz subwooferem, skórzaną tapicerkę, oraz podgrzewane fotele przednie.
Opcjonalnie pojazd doposażyć można m.in. w skórzaną kierownicę i dźwignię zmiany biegów, elektryczną regulację siedzenia kierowcy, czujniki zmierzchu, czujniki cofania, 19-calowe alufelgi, skórzaną tapicerkę oraz elektrycznie sterowany dach.

### Silniki
| Silnik                | Skrzynia biegów                           | Rodzaj napędu      | Pojemność skokowa [cm³] | Typ silnika        | Moc maksymalna [KM] przy obr./min | Maks. moment obrotowy [Nm] przy obr./min | Przyspieszenie 0-100 km/h [s] | Prędkość maks. [km/h] | Zużycie paliwa (cykl mieszany) [l/100 KM] | Emisja CO2 [g/KM]  |
| Silniki benzynowe:    | Silniki benzynowe:                        | Silniki benzynowe: | Silniki benzynowe:      | Silniki benzynowe: | Silniki benzynowe:                | Silniki benzynowe:                       | Silniki benzynowe:            | Silniki benzynowe:    | Silniki benzynowe:                        | Silniki benzynowe: |
| --------------------- | ----------------------------------------- | ------------------ | ----------------------- | ------------------ | --------------------------------- | ---------------------------------------- | ----------------------------- | --------------------- | ----------------------------------------- | ------------------ |
| 2.4 16V TigerShark    | 6-biegowa automatyczna                    | FWD                | 2360                    | R4                 | 170 (125)/6000                    | 220/4500                                 | 13,3                          | 182                   | 9,6                                       | 225                |
| V6 3.6 24V PentaStar  | 6-biegowa automatyczna                    | AWD                | 3605                    | V6                 | 280 (206)/6350                    | 342/4350                                 | 8,4                           | 208                   | 11,3                                      | 262                |
| Silniki wysokoprężne: |                                           |                    |                         |                    |                                   |                                          |                               |                       |                                           |                    |
| 2.0 16V MultiJet      | 6-biegowa manualna                        | FWD                | 1956                    | R4                 | 140 (103)/4000                    | 350/1750-2000                            | 12,3                          | 180                   | b.d.                                      | b.d.               |
| 2.0 16V MultiJet      | 6-biegowa manualna 6-biegowa automatyczna | FWD AWD            | 1956                    | R4                 | 170 (125)/4000                    | 350/1750-2500                            | 11,0 11,1                     | 185 183               | 6,4 7,3                                   | 169 194            |